# Almindelig mjødurt
Almindelig mjødurt (Filipendula ulmaria) er en 50-100 cm høj urt i Rosenfamilien, der vokser almindeligt i enge og moser i Danmark. Blomsterne dufter godt og lidt tungt.

## Beskrivelse
Almindelig mjødurt er en opret, løvfældende flerårig urt. De stive, rødlige stængler bærer uligefinnede blade med røde stilke. Småbladene er dels større og spidst ægformede og dels meget små og anbragt ind mellem de store småblade. Bladranden er dobbelt savtakket, og oversiden er mørkt græsgrøn og glat, mens undersiden er hvidfiltet. Blomsterne sidder i endestillede stande. Hver enkelt blomst er lille og flødehvid. Frugterne er tørre snoede enrummede bælgkapsler med frø, som modner godt i Danmark.

## Voksested
Almindelig mjødurt findes i moser, enge og i aske- og elleskove overalt i Europa, inklusive Danmark, hvor den er udbredt i hele landet.

## Taksonomi
Almindelig mjødurt tilhører slægten mjødurt i Rosenfamilien, en stor familie der tilhører den naturlige gruppe (klade) af ægte tokimbladede (Eudicotyledoneae) planter.

## Anvendelse
Almindelig mjødurts blomster dufter sødt og krydret. Blomsterne tidligere været benyttet som krydderi i mjød, ligesom man har tilsat dem til vin og øl.

## Galleri
- Vækstform
- Blomsterstand
- Blade
- Biotop

| Portal | Portal:Botanik |